# 艾丝蒂·金兹堡
艾丝蒂·金兹堡（英語：Esti Ginzburg, 1990年3月6日—），是一位以色列模特及演员。

## 生平
艾丝蒂出生于以色列的特拉维夫。他的父亲Arieh Ginzburg是一位建筑师，祖父曾参与Zahala Tel Aviv的设计。2012年6月8日艾丝蒂与房地产投资人Adi Keizman结婚。2009年7月22日，按照以色列的法律，成年的艾丝蒂应征入伍。艾丝蒂志愿在HAYIM (协会) 癌症儿童服务。